# Jürgen Stössinger
Jürgen Stössinger (ur. 3 września 1934 w Braniewie) – niemiecki aktor teatralny i filmowy, lektor słuchowisk radiowych.

## Życiorys
Dorastał w Królewcu i w Berlinie. W latach 1957–1959 zdobył wykształcenie aktorskie w berlińskiej szkole aktorskiej Max-Reinhardt-Schule. Pierwsze role aktorskie grywał w Mannheim i Heidelbergu, następnie miał stałe angaże w teatrach: Saarbrücken (1969–1971), Wilhelmshaven (1971–1973) i w Stadttheater Augsburg (1973–1977). W Augsburgu dostrzegł go reżyser Hans Hollmann i zaproponował mu pracę w szwajcarskim teatrze w Bazylei. Ta zmiana okazała się decydująca dla Jürgena Stössingera. W latach 1977–1993 był wszechstronnym artystą w bazylejskim aktorskim ansambu. Od 1994 pracował jako aktor niezależny, najpierw u Franka Baumbauera w Teatrze Niemieckim w Hamburgu (Deutsches Schauspielhaus). W 1998 ściągnął go reżyser Johann Kresnik na deski Burgtheater w Wiedniu. Następnie grał m.in. w Thalia Theater w Hamburgu, w Staatstheater w Stuttgarcie i w Schauspielhaus w Zurichu. Oprócz tego grał role jako aktor filmowy (m.in. w serialu kryminalnym Telefon 110) oraz w słuchowiskach radiowych.

## Życie prywatne
W 1950 wstąpił w związek małżeński z Vereną, szwajcarską aktorką i dziennikarką.

## Filmografia[4]
- 1968 Spedition Marcus (serial)
- 1968 Der Reformator
- 1969 Die Kramer (serial)
- 1989 Eine Frau für Alfie
- 1993 Organa sprawiedliwości
- 1994 Wachtmeister Zumbühl
- 1997 Hundert Jahre Brecht
- 1999 Geschichten aus dem Wiener Wald
- 2003/2004 Der Prinz von Homburg(inne języki) (serial kryminalny Telefon 110)
- 2006 Die Mutter von Monte Carlo(inne języki) (serial kryminalny Telefon 110)
- 2006 Die Lettin und ihr Lover(inne języki) (serial kryminalny Telefon 110)
- 2007/2008 Der frühe Abschied(inne języki) (serial kryminalny Tatort)